# Thomas Ehricht
Thomas Ehricht (* 1940 in Halle (Saale)) ist ein deutscher Komponist, Musikpädagoge und Dramaturg.

## Leben
Thomas Ehricht studierte von 1959 bis 1963 Schulmusik an der Hochschule für Musik Franz Liszt Weimar. Danach war er als Musikpädagoge in Stralsund tätig. Von 1969 bis 1973 studierte er Komposition bei Johann Cilenšek und Werner Hübschmann an der Musikhochschule Weimar. 1981 wurde er mit dem Hanns-Eisler-Preis ausgezeichnet. Von 1982 bis 1988 arbeitete er als Dramaturg am Theater Greifswald. Gleichzeitig war er Meisterschüler für Komposition bei Siegfried Matthus an der Akademie der Künste in Berlin (Ost). Von 1988 bis 2005 war er Dozent für Tonsatz und Gehörbildung an der Hochschule für Musik und Theater Rostock. Von 1992 bis 2002 hatte er das Amt des stellvertretenden Vorsitzenden des Landesverbandes Mecklenburg-Vorpommern des Deutschen Komponistenverbandes inne.
Er komponierte mehrere Stücke, u. a. eine Oper.

## Werke (Auswahl)
- Oper „Kassandra“
- Canzona für Viola und Klavier
- Concertino für Klavier und Orchester[3]
- Siebengesang für Gesang und Kammerensemble
- Marionetten für Altblockflöte und Klavier
- Variationen über Jesu, meine Freude für Orgel

## Filmografie
- 1981: David und Goliath